# Sainte-Colombe-la-Commanderie
Sainte-Colombe-la-Commanderie é uma comuna francesa na região administrativa da Normandia, no departamento de Eure. Estende-se por uma área de 10,92 km². Em 2010 a comuna tinha 868 habitantes (densidade: 79,5 hab./km²).